# Vina (departament)
Departament Vina – departament w Prowincji Adamawa w Kamerunie ze stolicą w Ngaoundéré. Na powierzchni 17 196 km² żyje około 247,4 tys. mieszkańców.